# Edificio del Banco de España (Melilla)
El edificio del Banco de España es un inmueble de estilo racionalista de la ciudad española de Melilla que alberga la Clínica Militar Doctor Pagés.
Está ubicado en la plaza de España de Melilla y forma parte del Conjunto Histórico Artístico de la Ciudad de Melilla, un Bien de Interés Cultural.

## Historia
Tras abrir sus puertas en febrero de 1913 la primera sucursal del Banco de España, solicitada en 1911 por la Cámara de Comercio de Melilla, más tarde Juan de Zavala Lafora diseño en 1935 un edificio para acoger su sede, terminado de construir el 22 de junio de 1944 e inaugurado el 18 de julio de 1944, fue cerrado en el año 2011 para reducir gastos y en la actualidad alberga la Clínica Militar Doctor Pagés.

## Descripción
Tiene planta poligonal, de trapecio rectángulo adaptado a la curvatura de la plaza de España, dispone de planta baja, en la que se sitúa un vestíbulo central, con columnas entre las que se disponen mostradores, paredes revestidas de mármoles y un lucernario, y tres plantas sobre la baja.
De la fachada construida en mármol sobresale el porche central con la escalinata de cuatro escalones que conducen a la puerta de entrada, de hierro y en un arco de medio punto, y sus columnas sobre las que se apoya el balcón.